# Tyler Ennis
Tyler Cameron Ennis McIntyre (Toronto, Ontario, 24 de agosto de 1994) es un jugador de baloncesto canadiense que actualmente juega en Reyer Venezia de la Lega Basket Serie A. Jugó baloncesto universitario para la Universidad de Syracuse. Fue considerado uno de los mejores freshman "jugadores de primer año" de 2013-14. Fue seleccionado el puesto número 18 en el Draft de la NBA de 2014 por los Phoenix Suns.

## Trayectoria deportiva

### Instituto
Ennis asistió a la escuela preparatoria "Saint Benedict's Preparatory School" en Newark, Nueva Jersey. En su año junior en 2011-12, Ennis llevó "St. Benedict", entrenado por Mark Taylor, a un récord de la escuela de 35 victorias y el No. 2 en Nueva Jersey. Fue nombrado el Jugador del Año Gatorade Nueva Jersey con un promedio de 14.6 puntos y 7.1 asistencias por partido. En su año senior en 2012-13, los Gray Bees terminaron con un récord de 31-2, Ennis fue honrado como el Jugador del Año Star-Ledger Prep y fue reconocido en el Primer Equipo All-Prep tras promediar 20 puntos, 6.1 asistencias, 5.2 rebotes y 3.1 robos por partido.

### Universidad
En su temporada de freshman en Syracuse, en 2013-14, Ennis fue nombrado para el segundo mejor equipo de la ACC de 2014, el Mejor Equipo Freshman de la ACC, y el Mejor Equipo defensivo de la ACC. En 34 partidos, promedió 12.9 puntos, 3.4 rebotes, 5.5 asistencias y 2.1 robos en 35.7 minutos por partido.
El 28 de febrero de 2014, Ennis fue nombrado uno de los diez semifinalistas para el premio Naismith Jugador del Año Universitario.
Ennis ayudó a dirigir al equipo Syracuse Orange contra el equipo de Western Michigan en la segunda ronda del torneo de la NCAA de 2014, pero falló un triple sobre la bocina en el siguiente partido que habría tomado Syracuse contra Dayton y en la ronda Sweet Sixteen.

### NBA
El 26 de junio de 2014, Ennis fue seleccionado en la decimoctava posición del Draft de la NBA de 2014 por los Phoenix Suns. En julio de 2014, se unió a los Suns para disputar la NBA Summer League. El 8 de agosto de 2014, firmó con los Suns.

### Turquía
En julio de 2020, llega a Turquía para jugar en las filas del  Türk Telekom Basketbol Kulubü de la Basketbol Süper Ligi.
El 10 de enero de 2022, firma por el Tofaş Spor Kulübü de la Basketbol Süper Ligi.

### Italia
El 3 de septiembre de 2023 fichó por el Napoli Basket de la Lega Basket Serie A italiana.
El 6 de mayo de 2024, se anunció que había sido fichado por el Hapoel Tel Aviv de la Ligat ha'Al israelí con menos de cinco partidos por jugar en la temporada regular.
El 18 de junio de 2024 fichó por el Reyer Venezia de la Lega Basket Serie A.

## Estadísticas de su carrera en la NBA

### Temporada regular
| Año     | Equipo      | PJ  | PT | MPP  | %TC  | %3P  | %TL   | RPP | APP | ROB | TPP | PPP |
| ------- | ----------- | --- | -- | ---- | ---- | ---- | ----- | --- | --- | --- | --- | --- |
| 2014-15 | Phoenix     | 8   | 0  | 7.3  | .429 | .333 | 1.000 | .9  | 1.8 | .0  | .3  | 2.8 |
| 2014-15 | Milwaukee   | 25  | 1  | 14.1 | .350 | .270 | .600  | 1.1 | 2.4 | .7  | .1  | 4.0 |
| 2015-16 | Milwaukee   | 46  | 7  | 14.2 | .449 | .333 | .735  | 1.6 | 2.1 | .5  | .0  | 4.5 |
| 2016-17 | Houston     | 31  | 0  | 6.3  | .391 | .375 | .667  | .6  | 1.1 | .2  | .0  | 1.9 |
| 2016-17 | L.A. Lakers | 22  | 2  | 17.8 | .451 | .389 | .864  | 1.2 | 2.4 | .9  | .1  | 7.7 |
| 2017-18 | L.A. Lakers | 54  | 11 | 12.6 | .420 | .250 | .759  | 1.8 | 1.9 | .6  | .2  | 4.1 |
| Total   | Total       | 186 | 21 | 12.6 | .419 | .317 | .768  | 1.3 | 1.9 | .5  | .1  | 4.2 |

### Playoffs
| Año   | Equipo    | PJ | PT | MPP  | %TC  | %3P  | %TL  | RPP | APP | ROB | TPP | PPP |
| ----- | --------- | -- | -- | ---- | ---- | ---- | ---- | --- | --- | --- | --- | --- |
| 2015  | Milwaukee | 1  | 0  | 16.0 | .222 | .200 | .000 | 4.0 | 3.0 | .0  | .0  | 5.0 |
| Total | Total     | 1  | 0  | 16.0 | .222 | .200 | .000 | 4.0 | 3.0 | .0  | .0  | 5.0 |

## Selección nacional
Ennis jugó en el equipo de la selección de baloncesto de Canadá en el campeonato FIBA Américas Sub-18 en el 2012, ganando la medalla de bronce, y en el Mundial Sub-19 de 2013, liderando el torneo en anotación. En el torneo de 2012, fue compañero de su colega Andrew Wiggins.